# Ransomville
Ransomville és una concentració de població designada pel cens dels Estats Units a l'estat de Nova York. Segons el cens del 2000 tenia 1.488 habitants.

## Demografia
Segons el cens del 2000, Ransomville tenia 1.488 habitants, 488 habitatges, i 386 famílies. La densitat de població era de 92,7 habitants per km².
Dels 488 habitatges en un 37,9% hi vivien nens de menys de 18 anys, en un 63,3% hi vivien parelles casades, en un 11,5% dones solteres, i en un 20,7% no eren unitats familiars. En el 17,2% dels habitatges hi vivien persones soles el 6,8% de les quals corresponia a persones de 65 anys o més que vivien soles. El nombre mitjà de persones vivint en cada habitatge era de 2,82 i el nombre mitjà de persones que vivien en cada família era de 3,13.
Per edats la població es repartia de la següent manera: un 24,5% tenia menys de 18 anys, un 9,3% entre 18 i 24, un 27,2% entre 25 i 44, un 24,8% de 45 a 60 i un 14,1% 65 anys o més.
L'edat mediana era de 38 anys. Per cada 100 dones de 18 o més anys hi havia 98,1 homes.
La renda mediana per habitatge era de 48.000 $ i la renda mediana per família de 53.239 $. Els homes tenien una renda mediana de 30.833 $ mentre que les dones 25.227 $. La renda per capita de la població era de 22.063 $. Cap de les famílies i el 2,8% de la població estaven per davall del llindar de pobresa.